# 大現礁

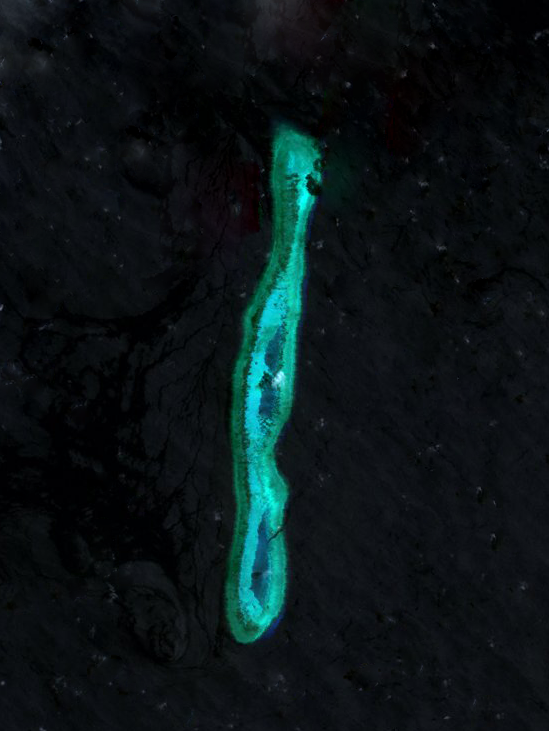
大現礁

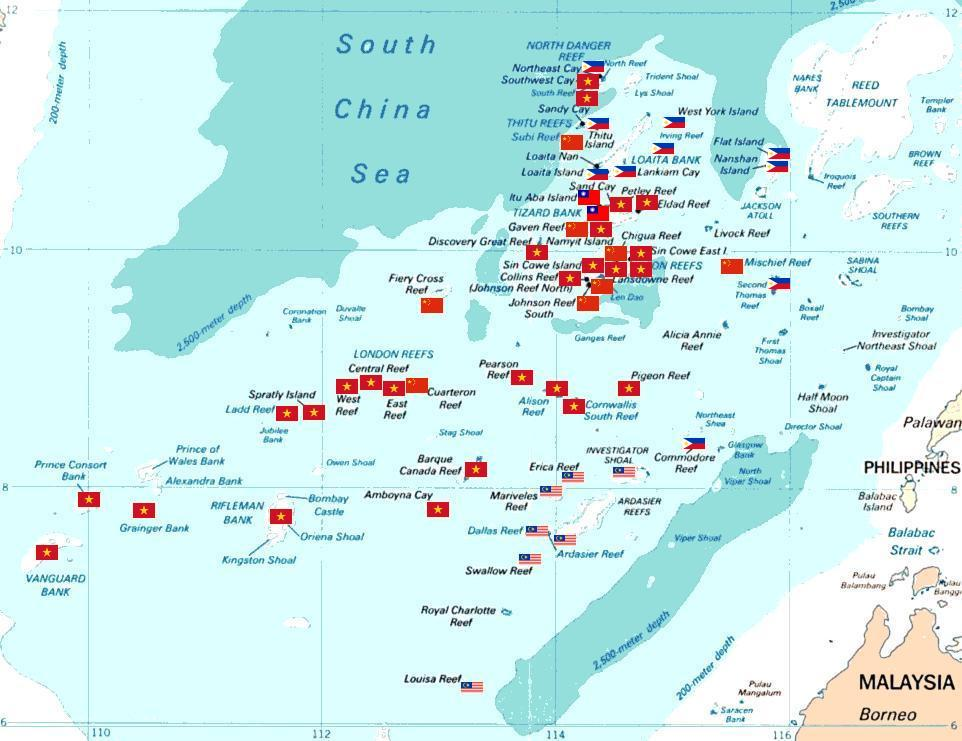
南沙諸島における南シナ海周辺諸国の実効支配状況

大現礁（英語：Discovery Great Reef／大発現礁、ベトナム語：Đá Lớn / 𥒥𡘯）は、南沙諸島のティザード堆（英語：Tizard Banks、中国語: 鄭和群礁）と呼ばれる堆の南西方向に存在する環礁である。小現礁から18.5キロを離れている。面積は24.8平方キロメートル、縦長で南北に13キロメートルある。
干潮時に露出する砂州がある。
1988年からベトナムが大現礁を実効支配しており、浅瀬に建造物を多数建設している。中華人民共和国と中華民国（台湾）、フィリピンも主権を主張している。